# Mount Elkins
Mount Elkins ist ein 2300 m hoher Berg mit steilen Flanken und drei Gipfeln im ostantarktischen Enderbyland. Er ist der höchste der Napier Mountains und ragt unmittelbar nördlich der Young-Nunatakker auf.
Norwegische Kartografen, die ihn Jøkelen (norwegisch für Gletscher) benannten, kartierten ihn anhand von Luftaufnahmen, die zwischen Januar und Februar 1937 im Rahmen der Lars-Christensen-Expedition 1936/37 entstanden. Australische Kartografen präzisierten diese Kartierung anhand von Luftaufnahmen, die von den Australian National Antarctic Research Expeditions aus dem Jahr 1956 stammten. Das Antarctic Names Committee of Australia (ANCA) benannte ihn nach Terrence J. Elkins (1936–2023), Ionosphärenphysiker auf der Mawson-Station im Jahr 1960.